# Neozimiris
Neozimiris is een geslacht van spinnen uit de  familie van de Prodidomidae.

## Soorten
- Neozimiris chickeringi Platnick & Shadab, 1976
- Neozimiris crinis Platnick & Shadab, 1976
- Neozimiris escandoni Müller, 1987
- Neozimiris exuma Platnick & Shadab, 1976
- Neozimiris levii Platnick & Shadab, 1976
- Neozimiris nuda Platnick & Shadab, 1976
- Neozimiris pinta Platnick & Shadab, 1976
- Neozimiris pinzon Platnick & Shadab, 1976
- Neozimiris pubescens (Banks, 1898)